# ファミリー・ツリー
『ファミリー・ツリー』（原題：The Descendants「子孫たち」）は、2007年に発表されたカウイ・ハート・ヘミングスによる小説。これを原作とするアレクサンダー・ペインが共同脚本と監督を務めた同名映画は高い評価を受け、興行でも成功を収めた。

## ストーリー
オアフ島ホノルルに住む弁護士マット・キングは友人達から天国だろうと羨ましがられているが、実態は仕事に追われる日々で、自宅にも滅多に帰らない日々を送っていた。彼にはカウアイ島にある1860年代から先祖代々受け継がれてきた広大な土地を7年後の信託を前に売却するかどうかという大問題があり、父親の死後はマットが受託者になっていた。売却すれば自然は失われるものの一族に数億ドルもの資金が入る。彼の親戚達は売却益を分けることを望んでおり、彼も売却益で妻とゆっくりした生活をしたいと望んでいた。そんなある日、妻エリザベスがボート事故に遭い、意識不明の重体となる。数ヶ月も会話がなかった当てつけかとも思うと身にしみる。10歳の次女スコッティは情緒不安定になり、重体の母親の写真を級友に見せたり、友人をイジメたりと問題ばかり。全寮制学校へ通う17歳の長女アレックスの迎えに行くと、心の動揺や二日酔いのせいで、母との確執の原因はクリスマスに母が浮気をしたためだと告白。親友夫妻からもエリザベスが淋しさから真剣に離婚を考えていたことが判明。マットは病室で会話もできず問い詰めることもできず思い悩む。妻の容態が悪くなり、医師がもう助かる見込みはないと彼に説明し、妻の意志に従って生命維持装置を外すことになる。
マットは娘二人と年が離れたボーイフレンドらと共に、先祖代々の土地とエリザベスの浮気相手に会うためカウアイ島に飛ぶ。カメハメハ大王の孫のおばあちゃんが遺してくれた景勝地キプ・ランチに見納めかもしれないと向かう。神秘的な光景が広がる雄大な原野で、厳かであたたかく包み込むような美しい自然が広がっていた。カウアイ島のいとこと話していて、浮気相手のスピアーが売却予定の不動産業者の義弟であり、予定通り売却すればスピアーにも多額の手数料が入ることになると分かる。マットはアレックスとコテージを訪ねて詰問するが、スピアーには家族があり、離婚する気はなかったと話しマットに詫びた。
親族一族で投票が行われて売却先はスピアーの関係するホリツアーが断トツだったが、マットはサインせず、自然豊かな土地を所有し続ける方法を考えたいと宣言。裁判にするという親戚も出てくるが、マットの決意は固かった。
いよいよ生命維持装置は外され、妻の死が近くなってきたとき、スピアーの妻ジュリーが花をもって病室を訪れる。夫の態度から浮気が分かってショックを受けたのだが、家族を壊すかもしれなかったエリザベスには「赦すしかない」と泣きながら語りかける。
エリザベスの骨はワイキキの沖にみんなで流した。マットは娘達ともう一度やり直すことを誓った。

## キャスト
※括弧内は日本語吹替
- マット・キング - ジョージ・クルーニー（磯部勉）
- アレクサンドラ・キング - シェイリーン・ウッドリー（木下紗華）
- スコッティ・キング - アマラ・ミラー（英語版）（本多真梨子）
- シド - ニック・クラウス（英語版）（勝杏里）
- ヒュー・キング - ボー・ブリッジス（ふくまつ進紗）
- ジュリー・スピアー - ジュディ・グリア（たなか久美）
- ブライアン・スピアー - マシュー・リラード（大滝寛）
- スコット・ソーソン - ロバート・フォスター（佐々木梅治）
- カイ・ミッチェル - メアリー・バードソング（英語版）
- マーク・ミッチェル - ロブ・ヒューベル（英語版）
- アリス・ソーソン - バーバラ・リー・サザン（新田万紀子）
- ラルフ・キング - マット・コーボイ（英語版）（仲野裕）
- マイロ - マイケル・オントキーン
- トロイ - レアード・ハミルトン（英語版）（斉藤次郎）
- エリザベス・キング - パトリシア・ヘイスティ
- レイナ - セリア・ケリーアロハ・ケニー（味里）

## 製作
撮影は2010年3月15日、ハワイで始まった。ポストプロダクションは6月14日に始まり、2011年2月まで続く予定であった。
サウンドトラックはさまざまなアーティストによるハワイ音楽ですべて占められている。

## 公開
2011年9月2日、テルライド映画祭で初上映されたのち、トロント国際映画祭、ニューヨーク映画祭などで上映された。
一般公開は当初2011年12月16日の公開が予定されていたが、11月23日、11月18日と前倒しされたのち、最終的に11月16日に公開された。わずか29館での限定公開にもかかわらず、週末3日間で$1,190,096を売り上げ、ランキングで10位に入った。

## 評価
本作は批評家から概ね高い評価を得た。映画のレビューを集積するウェブサイトRotten Tomatoesは167件のレビューから90%の支持率、8.3/10という評価の平均を示し、批評家の総意を「おかしく、感動的で、美しい演技のある『ファミリー・ツリー』は、予想のつかない人生の無秩序さを、説得力と稀有な優しさで捉えている」としている。有力媒体の批評から100点満点の加重平均値を導くMetacriticは42件の批評を基に84という「全面的支持」の値を示している。

## 受賞とノミネート
| 賞                                     | 部門                       | 対象 | 結果       |
| -------------------------------------- | -------------------------- | --- | ---------- |
| ハンプトンズ国際映画祭                 | ブレイクスルー演技賞       | シェイリーン・ウッドリー | 受賞       |
| ハワイ国際映画祭                       | 作品賞                     | 『ファミリー・ツリー』 | 受賞       |
| ハリウッド映画祭                       | 主演男優賞                 | ジョージ・クルーニー | 受賞       |
| ハリウッド映画祭                       | スポットライト賞           | 『ファミリー・ツリー』 | 受賞       |
| ロンドン映画祭                         | 作品賞                     | 『ファミリー・ツリー』 | ノミネート |
| ゴッサム・インディペンデント映画賞     | 作品賞                     | 『ファミリー・ツリー』 | ノミネート |
| ゴッサム・インディペンデント映画賞     | アンサンブル演技賞         | 出演者 | ノミネート |
| ゴッサム・インディペンデント映画賞     | ブレイクスルー演技賞       | シェイリーン・ウッドリー | ノミネート |
| ナショナル・ボード・オブ・レビュー賞   | 主演男優賞                 | ジョージ・クルーニー | 受賞       |
| ナショナル・ボード・オブ・レビュー賞   | 助演女優賞                 | シェイリーン・ウッドリー | 受賞       |
| ナショナル・ボード・オブ・レビュー賞   | トップ作品                 | 『ファミリー・ツリー』 | 受賞       |
| ワシントンD.C.映画批評家協会賞         | 脚色賞                     | アレクサンダー・ペイン、ナット・ファクソン、ジム・ラッシュ                                                                    | 受賞       |
| ワシントンD.C.映画批評家協会賞         | 主演男優賞                 | ジョージ・クルーニー | 受賞       |
| ワシントンD.C.映画批評家協会賞         | 作品賞                     | 『ファミリー・ツリー』 | ノミネート |
| ワシントンD.C.映画批評家協会賞         | 監督賞                     | アレクサンダー・ペイン | ノミネート |
| ワシントンD.C.映画批評家協会賞         | 助演女優賞                 | シェイリーン・ウッドリー | ノミネート |
| AFI賞                                  | トップ10                   | 『ファミリー・ツリー』 | 受賞       |
| ロサンゼルス映画批評家協会賞           | 作品賞                     | 『ファミリー・ツリー』 | 受賞       |
| ニューヨーク映画批評家オンライン賞     | 脚本賞                     | アレクサンダー・ペイン、ナット・ファクソン、ジム・ラッシュ                                                                    | 受賞       |
| インディアナ映画批評家協会賞           | 脚色賞                     | アレクサンダー・ペイン、ナット・ファクソン、ジム・ラッシュ                                                                    | 受賞       |
| ヒューストン映画批評家協会賞           | 作品賞                     | 『ファミリー・ツリー』 | 受賞       |
| ヒューストン映画批評家協会賞           | 脚本賞                     | アレクサンダー・ペイン、ナット・ファクソン、ジム・ラッシュ                                                                    | 受賞       |
| ヒューストン映画批評家協会賞           | 助演女優賞                 | シェイリーン・ウッドリー | 受賞       |
| ヒューストン映画批評家協会賞           | 監督賞                     | アレクサンダー・ペイン | ノミネート |
| ヒューストン映画批評家協会賞           | 主演男優賞                 | ジョージ・クルーニー | ノミネート |
| サンディエゴ映画批評家協会賞           | 助演女優賞                 | シェイリーン・ウッドリー | 受賞       |
| サンディエゴ映画批評家協会賞           | 脚色賞                     | アレクサンダー・ペイン、ナット・ファクソン、ジム・ラッシュ                                                                    | ノミネート |
| サンディエゴ映画批評家協会賞           | 主演男優賞                 | ジョージ・クルーニー | ノミネート |
| デトロイト映画批評家協会賞             | 作品賞                     | 『ファミリー・ツリー』 | ノミネート |
| デトロイト映画批評家協会賞             | 主演男優賞                 | ジョージ・クルーニー | ノミネート |
| デトロイト映画批評家協会賞             | ブレイクスルー演技賞       | シェイリーン・ウッドリー | ノミネート |
| ダラス・フォートワース映画批評家協会賞 | 作品賞                     | 『ファミリー・ツリー』 | 受賞       |
| ダラス・フォートワース映画批評家協会賞 | 監督賞                     | アレクサンダー・ペイン | 受賞       |
| ダラス・フォートワース映画批評家協会賞 | 脚本賞                     | アレクサンダー・ペイン、ナット・ファクソン、ジム・ラッシュ                                                                    | 受賞       |
| ダラス・フォートワース映画批評家協会賞 | 主演男優賞                 | ジョージ・クルーニー | 受賞       |
| ダラス・フォートワース映画批評家協会賞 | 助演女優賞                 | シェイリーン・ウッドリー | 受賞       |
| サテライト賞                           | 作品賞                     | 『ファミリー・ツリー』 | 受賞       |
| サテライト賞                           | 脚色賞                     | アレクサンダー・ペイン、ナット・ファクソン、ジム・ラッシュ                                                                    | 受賞       |
| サテライト賞                           | 監督賞                     | アレクサンダー・ペイン | ノミネート |
| サテライト賞                           | 主演男優賞                 | ジョージ・クルーニー | ノミネート |
| サテライト賞                           | 助演女優賞                 | シェイリーン・ウッドリー | ノミネート |
| サテライト賞                           | 編集賞                     | ケヴィン・テント | ノミネート |
| 女性映画批評家協会賞                   | 若手女優賞                 | シェイリーン・ウッドリー | 受賞       |
| 女性映画批評家協会賞                   | 男性イメージ賞             | ジョージ・クルーニー | 受賞       |
| 女性映画批評家協会賞                   | 男優賞                     | ジョージ・クルーニー | ノミネート |
| 女性映画批評家協会賞                   | 若手女優賞                 | アマラ・ミラー | ノミネート |
| シカゴ映画批評家協会賞                 | 作品賞                     | 『ファミリー・ツリー』 | ノミネート |
| シカゴ映画批評家協会賞                 | 監督賞                     | アレクサンダー・ペイン | ノミネート |
| シカゴ映画批評家協会賞                 | 脚色賞                     | アレクサンダー・ペイン、ナット・ファクソン、ジム・ラッシュ                                                                    | ノミネート |
| シカゴ映画批評家協会賞                 | 主演男優賞                 | ジョージ・クルーニー | ノミネート |
| シカゴ映画批評家協会賞                 | 助演女優賞                 | シェイリーン・ウッドリー | ノミネート |
| シカゴ映画批評家協会賞                 | 有望俳優賞                 | シェイリーン・ウッドリー | ノミネート |
| セントルイス映画批評家協会賞           | 脚色賞                     | アレクサンダー・ペイン、ナット・ファクソン、ジム・ラッシュ                                                                    | 受賞       |
| セントルイス映画批評家協会賞           | 主演男優賞                 | ジョージ・クルーニー | 受賞       |
| サウスイースタン映画批評家協会賞       | 作品賞                     | 『ファミリー・ツリー』 | 受賞       |
| サウスイースタン映画批評家協会賞       | 脚色賞                     | アレクサンダー・ペイン、ナット・ファクソン、ジム・ラッシュ                                                                    | 受賞       |
| サウスイースタン映画批評家協会賞       | 主演男優賞                 | ジョージ・クルーニー | 受賞       |
| フロリダ映画批評家協会賞               | 作品賞                     | 『ファミリー・ツリー』 | 受賞       |
| フロリダ映画批評家協会賞               | 脚色賞                     | アレクサンダー・ペイン、ナット・ファクソン、ジム・ラッシュ                                                                    | 受賞       |
| フロリダ映画批評家協会賞               | 助演女優賞                 | シェイリーン・ウッドリー | 受賞       |
| ユタ映画批評家協会賞                   | 脚色賞                     | アレクサンダー・ペイン、ナット・ファクソン、ジム・ラッシュ                                                                    | 受賞       |
| オクラホマ映画批評家協会賞             | 主演男優賞                 | ジョージ・クルーニー | 受賞       |
| フェニックス映画批評家協会賞           | 作品賞                     | 『ファミリー・ツリー』 | ノミネート |
| フェニックス映画批評家協会賞           | 監督賞                     | アレクサンダー・ペイン | ノミネート |
| フェニックス映画批評家協会賞           | 脚色賞                     | アレクサンダー・ペイン、ナット・ファクソン、ジム・ラッシュ                                                                    | ノミネート |
| フェニックス映画批評家協会賞           | 主演男優賞                 | ジョージ・クルーニー | ノミネート |
| フェニックス映画批評家協会賞           | 助演女優賞                 | シェイリーン・ウッドリー | ノミネート |
| フェニックス映画批評家協会賞           | ブレイクスルー演技賞       | シェイリーン・ウッドリー | ノミネート |
| フェニックス映画批評家協会賞           | 若手女優賞                 | アマラ・ミラー | ノミネート |
| 第15回オンライン映画批評家協会賞       | 作品賞                     | 『ファミリー・ツリー』 | ノミネート |
| 第15回オンライン映画批評家協会賞       | 脚色賞                     | アレクサンダー・ペイン、ナット・ファクソン、ジム・ラッシュ                                                                    | ノミネート |
| 第15回オンライン映画批評家協会賞       | 主演男優賞                 | ジョージ・クルーニー | ノミネート |
| 第15回オンライン映画批評家協会賞       | 助演女優賞                 | シェイリーン・ウッドリー | ノミネート |
| セントラルオハイオ映画批評家協会賞     | 助演女優賞                 | シェイリーン・ウッドリー | 受賞       |
| セントラルオハイオ映画批評家協会賞     | 作品賞                     | 『ファミリー・ツリー』 | ノミネート |
| セントラルオハイオ映画批評家協会賞     | 脚色賞                     | アレクサンダー・ペイン、ナット・ファクソン、ジム・ラッシュ                                                                    | ノミネート |
| セントラルオハイオ映画批評家協会賞     | 主演男優賞                 | ジョージ・クルーニー | ノミネート |
| セントラルオハイオ映画批評家協会賞     | アンサンブル演技賞         | 『ファミリー・ツリー』 | ノミネート |
| セントラルオハイオ映画批評家協会賞     | ブレイクスルー映画芸術家賞 | シェイリーン・ウッドリー | ノミネート |
| クリティクス・チョイス・アワード       | 主演男優賞                 | ジョージ・クルーニー | 受賞       |
| クリティクス・チョイス・アワード       | 作品賞                     | 『ファミリー・ツリー』 | ノミネート |
| クリティクス・チョイス・アワード       | 監督賞                     | アレクサンダー・ペイン | ノミネート |
| クリティクス・チョイス・アワード       | 脚色賞                     | アレクサンダー・ペイン、ナット・ファクソン、ジム・ラッシュ                                                                    | ノミネート |
| クリティクス・チョイス・アワード       | アンサンブル演技賞         | 『ファミリー・ツリー』 | ノミネート |
| クリティクス・チョイス・アワード       | 助演女優賞                 | シェイリーン・ウッドリー | ノミネート |
| クリティクス・チョイス・アワード       | 若手俳優賞                 | シェイリーン・ウッドリー | ノミネート |
| ロンドン映画批評家協会賞               | 主演男優賞                 | ジョージ・クルーニー | ノミネート |
| ロンドン映画批評家協会賞               | 脚本賞                     | アレクサンダー・ペイン、ナット・ファクソン、ジム・ラッシュ                                                                    | ノミネート |
| ゴールデングローブ賞                   | 作品賞 (ドラマ部門)        | 『ファミリー・ツリー』 | 受賞       |
| ゴールデングローブ賞                   | 主演男優賞 (ドラマ部門)    | ジョージ・クルーニー | 受賞       |
| ゴールデングローブ賞                   | 監督賞                     | アレクサンダー・ペイン | ノミネート |
| ゴールデングローブ賞                   | 脚本賞                     | アレクサンダー・ペイン、ナット・ファクソン、ジム・ラッシュ                                                                    | ノミネート |
| 全米映画俳優組合賞                     | キャスト賞                 | ボー・ブリッジス、ジョージ・クルーニー、ロバート・フォスター、 ジュディ・グリア、マシュー・リラード、シェイリーン・ウッドリー | ノミネート |
| 全米映画俳優組合賞                     | 主演男優賞                 | ジョージ・クルーニー | ノミネート |
| インディペンデント・スピリット賞       | 脚本賞                     | アレクサンダー・ペイン、ナット・ファクソン、ジム・ラッシュ                                                                    | 受賞       |
| インディペンデント・スピリット賞       | 助演女優賞                 | シェイリーン・ウッドリー | 受賞       |
| インディペンデント・スピリット賞       | 作品賞                     | 『ファミリー・ツリー』 | ノミネート |
| インディペンデント・スピリット賞       | 監督賞                     | アレクサンダー・ペイン | ノミネート |
| アカデミー賞                           | 脚色賞                     | アレクサンダー・ペイン、ナット・ファクソン、ジム・ラッシュ                                                                    | 受賞       |
| アカデミー賞                           | 作品賞                     | ジム・バーク、ジム・テイラー、アレクサンダー・ペイン                                                                          | ノミネート |
| アカデミー賞                           | 主演男優賞                 | ジョージ・クルーニー | ノミネート |
| アカデミー賞                           | 監督賞                     | アレクサンダー・ペイン | ノミネート |
| アカデミー賞                           | 編集賞                     | ケヴィン・テント | ノミネート |

## 備考
- 日本版予告編CMのナレーションはジョージ・クルーニーの専属（フィックス）声優の小山力也であった。また、小山は本作の日本版公式サイトにもコメントを寄せていたものの[12]、本編のクルーニーの吹き替えには起用されず、磯部勉（小山の次にクルーニーを多く吹き替えている）が担当した。